# Джонсон, Би Джей
Ро́берт «Би Джей» Джо́нсон (англ. Robert «B.J.» Johnson; род. 21 декабря 1995, Филадельфия, Пенсильвания, США) — американский профессиональный баскетболист, играющий на позиции лёгкого форварда.

## Карьера
Свою студенческую карьеру Джонсон начал в команде «Сиракьюс Орандж». Позже перешёл в Университет Ла Салля.

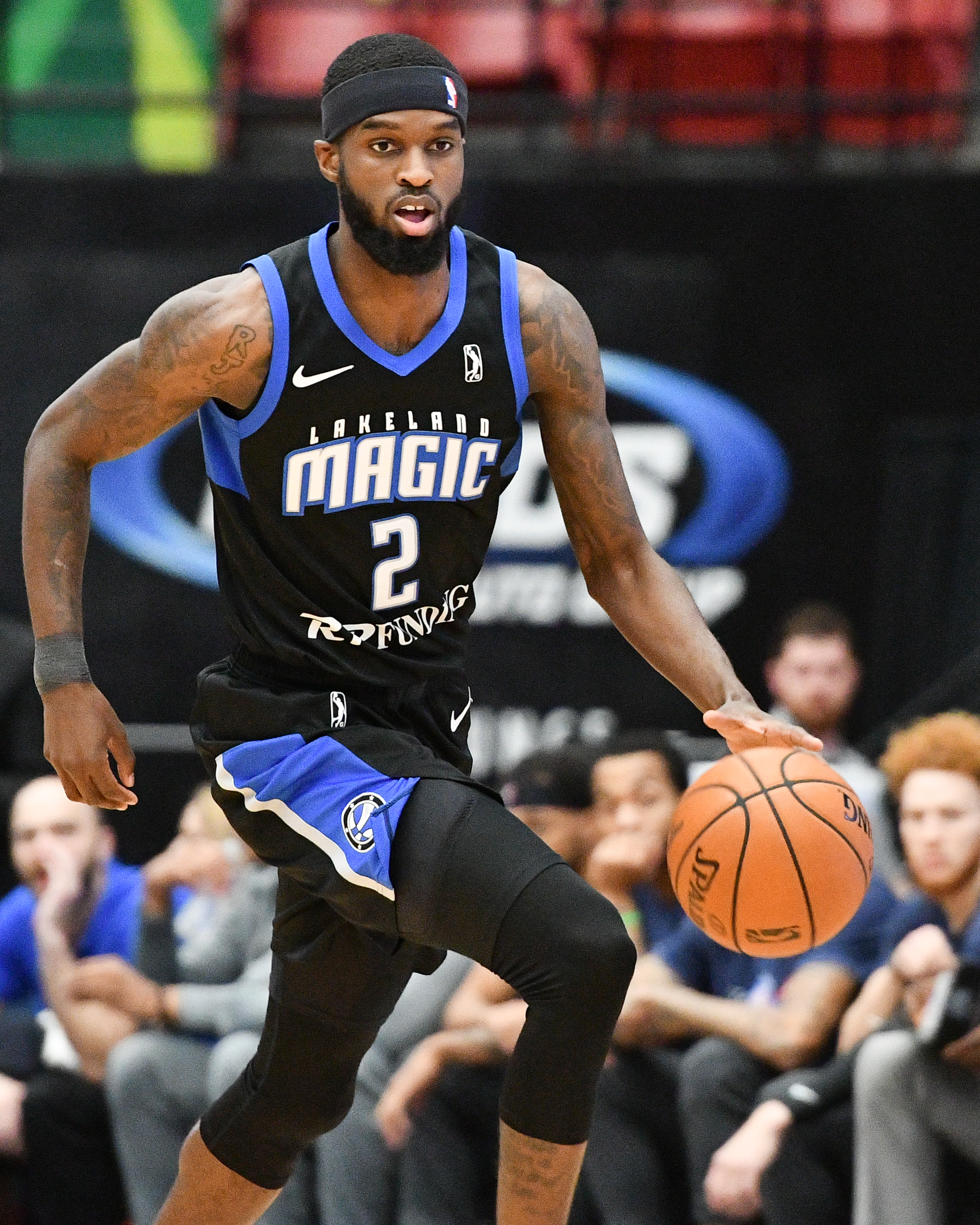
В составе Лейкленд Мэджик (2019)

Не став выбранным на драфте НБА 2018 года, отыграл за «Шарлотт Хорнетс» в Летней лиге НБА 2018, а затем подписал контракт с «Орландо Мэджик». В начале октября 2018 года клуб отказался от игрока и отправил его выступать за «Лейкленд Мэджик». Джонсон провёл за команду 38 игр в Джи-Лиге НБА, а его средняя статистика составила 14,9 очка и 5,1 подбора.
В начале марта 2019 года подписал 10-дневный контракт с «Атланта Хокс». В своём дебютном матче в НБА за 19 минут игры набрал 11 очков и сделал 2 подбора. 12 марта 2019 года Би Джей подписал с клубом ещё один 10-дневный контракт.
В начале апреля 2019 года Джонсон подписал контракт с «Сакраменто Кингз». За команду Би Джей провёл всего одну игру в регулярном сезоне, появившись на паркете на 6 минут.
В начале ноября 2019 года подписал двухсторонний контракт с «Орландо Мэджик», по которому также мог играть за «Лейкленд Мэджик». Средняя статистика Джонсона в Джи-Лиге НБА составила 22,9 очка и 6,4 подбора. По итогам сезона был включён во вторую символическую пятёрку турнира. Также привлекался к матчам основной команды, всего провёл за сезон 11 игр в НБА.
В начале декабря 2020 года присоединился к «Майами Хит», но уже через две недели клуб отказался от игрока. В конце января 2021 года перешёл в «Лонг-Айленд Нетс». Би Джей принял участие в 17 матчах Джи-Лиги НБА, в которых набирал в среднем 18,4 очка и 5,6 подбора.
В апреле 2021 года перешёл в «Брисбен Буллетс». За 11 игр в НБЛ, средняя статистика Джонсона составила 10 очков и 3,7 подбора за 21,5 минут игры.
В середине октября 2021 года Джонсон опять подписал контракт с «Орландо Мэджик», но уже на следующий день клуб отказался от игрока. 28 октября повторно присоединился к «Лейкленд Мэджик», где сыграл 10 игр, в которых набирал в среднем 24,7 очка и 7,5 подбора. В середине декабря Би Джей подписал 10-дневный контракт с «Орландо Мэджик» и провёл за команду 4 игры в НБА, после чего продолжил выступать за их фарм-клуб.
В апреле 2022 года перешёл в «Реал Бетис». В сезоне 2022/2023 его статистика в чемпионате Испании составила 11,1 очка и 5,1 подбора в среднем за игру.
В августе 2023 года подписал контракт с «Пармой». По итогам января 2024 года был признан самым ценным игроком месяца Единой лиги ВТБ. Также неоднократно входил в символическую пятёрку недели.
Из «Пармы» перешел в «Локомотив-Кубань», где провел сезон 2024/2025.

## Сборная США
Би Джей Джонсон был вызван в сборную США для участия в матчах отборочного турнира чемпионата мира 2023.